# Richard Williams
Richard Edmund Williams (19 de març de 1933 - 16 d'agost de 2019) va ser un animador, actor de veu, director i escriptor canadenc-britànic. Tres vegades guanyador de l'Oscar, és més conegut com a director d'animació a Qui ha enredat en Roger Rabbit? (1988), per la qual va guanyar dos premis de l'Acadèmia, i pel seu llargmetratge inacabat The Thief and the Cobbler (1993). El seu treball en el curtmetratge Conte de Nadal (1971) li va valer el seu primer Premi de l'Acadèmia. També va ser dissenyador i animador de seqüències de títols de pel·lícules. Altres treballs en aquest camp inclouen les seqüències de títol de Com va això, gateta? (1965) i Golfus de Roma (1966) i títol i seqüències d'enllaços a The Charge of the Light Brigade i les intros del felí de dibuixos animats homònims per a dues de les pel·lícules posteriors de La pantera rosa. El 2002 va publicar The Animator's Survival Kit, un manual autoritzat de mètodes i tècniques d'animació, que des de llavors s'ha convertit en una caixa de 16 DVD, així com en una aplicació per a iOS. Des del 2008 va treballar com a artista en residència a Aardman Animations a Bristol, i el 2015 va rebre nominacions a l'Oscar i als BAFTA a la categoria de millor curt d'animació pel seu curtmetratge Prologue.

## Primers anys
Williams va néixer a Toronto, Ontario, fill únic de la il·lustradora comercial Kathleen "Kay" Bell (1909-1998) i de Leslie Lane (1905-1993), un pintor i retocador fotogràfic londinenc. Lane va marxar quan Williams era un bebè, i va ser adoptat pel seu padrastre, Kenneth D C Williams (1910–2003), un executiu de publicitat que treballava per a Brigdens, una empresa d'impressió i disseny de Toronto.
Williams va créixer a Golfdale Road, un carrer suburbà de Toronto, on ell i el seu amic de la infància Martin Hunter van organitzar espectacles de màgia i actes de comèdia per al barri local: "Vam recollir 16,25 dòlars, una riquesa més enllà dels somnis de l'avarícia". La mare de Williams, Kay, va ser una il·lustradora consumada el treball de la qual es va inspirar en Arthur Rackham i Edmund Dulac. Kay va llegir al seu fill les històries de les Les mil i una nits, que més tard inspirarien la seva obra magna The Thief and the Cobbler. "Kay ens va presentar El lladre de Bagdad amb les seves catifes voladores, cavalls màgics i visirs malvats". A l'edat de cinc anys, Kay va portar el seu fill a veure La Blancaneu i els set nans (1937), una pel·lícula que va causar una "impressió tremenda". " sobre ell. Més tard va citar la seva mare dient-li: "Vas veure 'Blancaneus' quan tenies 5 anys i mai vas ser el mateix."
Williams es va educar a la Northern Secondary School de Toronto, llavors coneguda com a Northern Technical School. Un dels seus companys de classe, Lars Thompson, va recordar: "Sota el nom d'Ivan Yurpee, [Dick] tocava la trompeta en una banda de companys bojos. A classe, dibuixava els nostres professors amb el toc segur d'un animador i sense detecció".
Als 15 anys, Williams va viatjar a Hollywood des de Toronto en un viatge en autobús de cinc dies, on va fer la gira de l'estudi de Disney tres dies seguits, separant-se cada dia de la guia per buscar els animadors de l'estudi i ser expulsat de l'estudi. Finalment va ser convidat a conèixer els animadors, que li van mostrar com funcionava el procés d'animació de Disney, després que la seva mare es va posar en contacte amb un amic que treballava per a Disney. "Sempre he volgut, quan jo era un nen, anar a Disney. Jo era un petit intel·ligent, així que vaig agafar els meus dibuixos i finalment vaig entrar. Em van fer una història i ho vaig fer en dos dies, que us podeu imaginar com va ser per a un nen."
Amb l'ajuda del seu padrastre, Williams ja es guanyava la vida com a artista comercial als 17 anys, creant anuncis per a empreses com Dr. Ballard's Pet Food. Després de graduar-se a l'escola secundària, Williams es va matricular al programa de publicitat de l'Ontario College of Art. No va rebre cap diploma, però, ja que va canviar el seu curs per incorporar-se al programa de belles arts després del tercer any.

### 1950s: Eivissa, Londres iThe Little Island

Rembrandt van Rijn – inspiració

El 1953, Williams va veure una exposició de pintures de Rembrandt i es va "emocionar fins a les llàgrimes". Durant un temps, "va perdre tot interès per l'animació". Va deixar el Canadà i es va establir a Eivissa, on va viure dos anys i es va convertir en pintor, trobant inspiració en els pallassos i els intèrprets en un circ local. Aquests esbossos es convertirien finalment en el curtmetratge Circus Drawings, completat més de 50 anys després, el 2010. Mentre estava a Eivissa, Williams va tocar en una banda de jazz; la seva passió per la corneta de vàlvules seria perdurable, i lideraria diverses bandes al llarg dels anys, inspirades en la música de Bix Beiderbecke.
A Eivissa, Williams va començar a dibuixar storyboards per a una pel·lícula d'animació sobre tres idealistes equivocats. El 1955, Williams va deixar Eivissa i es va traslladar a Anglaterra, on va començar a treballar a l'empresa del canadenc George Dunning, T.V. Cartoons Ltd., que treballa principalment en anuncis de televisió. També va començar a desenvolupar el seu propi curtmetratge d'animació, The Little Island durant aquest període. Williams va explicar més tard que es va tornar atret a l'ofici de l'animació perquè les seves "pintures". estaven intentant moure's" i "no podia suportar la idea de fer quadres per a les dones d'industrials rics, i que tot el món de l'art era repulsiu com a forma de vida".
Al documental de Thames Television de 1983 The Thief Who Never Gave Up, Williams va acreditar a l'animador Bob Godfrey que li va donar el seu inici en el negoci: "Bob Godfrey em va ajudar... Vaig treballar al soterrani i feia treballs en espècie, i em deixava utilitzar la càmera...[era] un sistema d'intercanvi".
A mitjans de la dècada de 1950, el canadenc Jacques Konig estudiava a la Universitat de Londres: "Dick no va tocar la corneta i va dirigir la seva banda només per amor a la música, va ser una contribució significativa i necessària als seus ingressos. En el meu paper com a president estudiant del Chelsea College i de l'Escola d'Arts de Chelsea de la Universitat de Londres (1956–57), vaig reservar la seva banda de jazz tradicional per a molts dels nostres esdeveniments, i sabíem que tots els seus diners disponibles s'utilitzaven per finançar el seu curtmetratge dibuixat a mà i molt imaginatiu".
El 1958, Williams va completar The Little Island, la pel·lícula que va iniciar la seva carrera, explicant la història de tres homes en una illa deserta; cadascun representa una virtut única: veritat, bellesa i bé. La pel·lícula va guanyar el 1958 el premi BAFTA de la British Academy of Film and Television Arts a la millor pel·lícula d'animació.

### Dècada de 1960: Richard Williams Animació, títols de pel·lícules i anuncis publicitaris

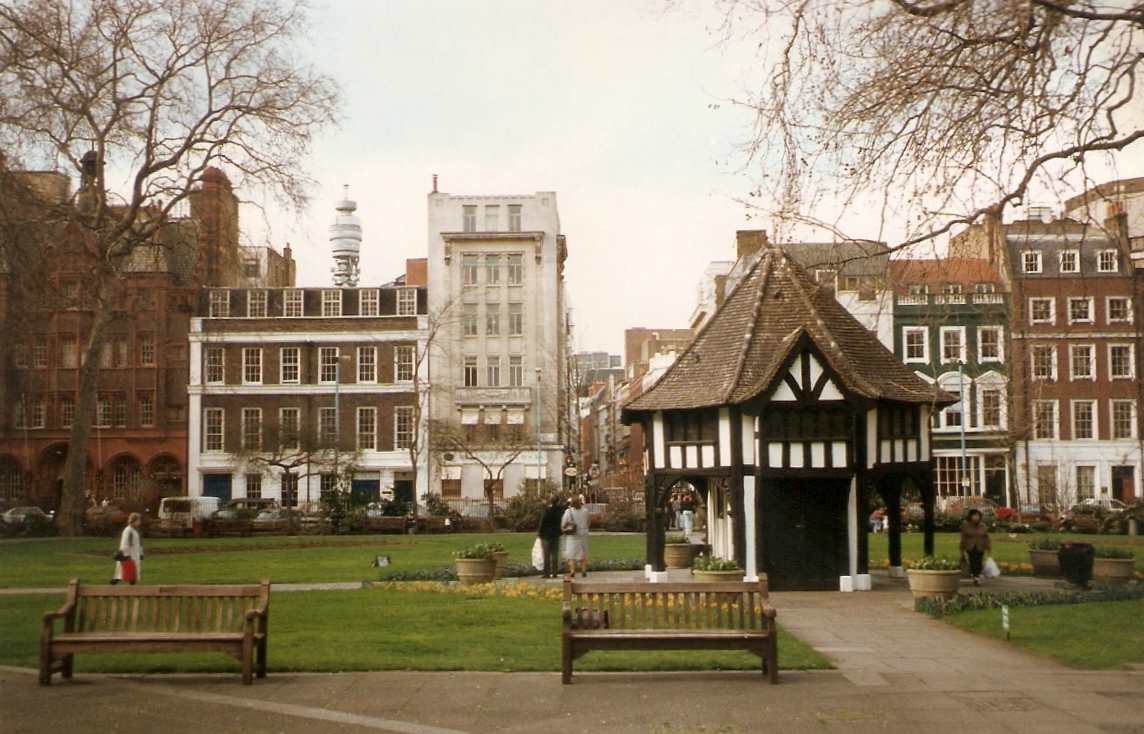
Soho Square el 1992. Richard Williams Animation és l'edifici verd a la dreta de l'estructura Tudor simulada.

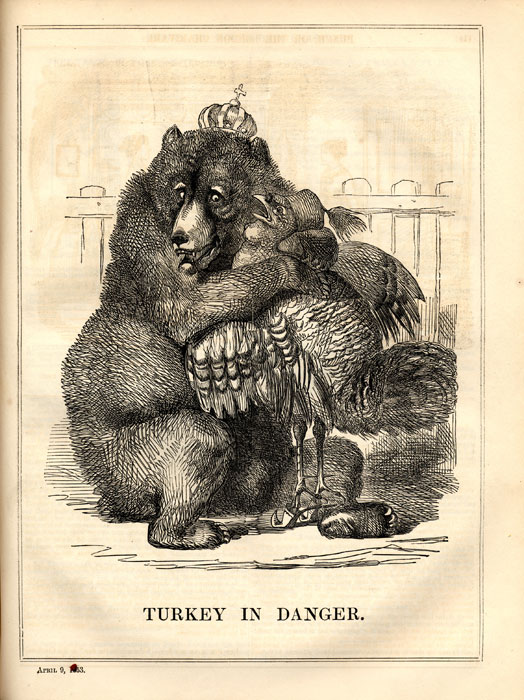
Dissenys de Williams per The Charge of the Light Brigade es van inspirar en il·lustracions de dibuixos animats contemporànies

L'èxit crític i financer del següent curt de Williams, Love Me, Love Me, Love Me (1962), que va ser narrat per Kenneth Williams, li va permetre establir la seva pròpia empresa, Richard Williams Animation Ltd. El mateix any va fer el curtmetratge A Lecture on Man. Richard Williams Animation Ltd. finalment va completar més de 2.500 anuncis de televisió i va guanyar nombrosos premis a la seva casa al número 13 de Soho Square a Soho, Londres.
El 1965, va fer el curtmetratge The Dermis Probe, i també va animar les seqüències del títol de Com va això, gateta? (1965). El 1966, va animar els tçítols de Golfus de Roma. També el 1966 es va fer un documental de televisió, The Creative Person,sobre la seva vida i obra. El 1967 va completar el curtmetratge Sailor and the Devil, principalment animat per l'il·lustrador Errol Le Cain, també va animar la seqüència del títol de Casino Royale.
El 1968 el seu estudi va guanyar reconeixements pels segments d'animació del llargmetratge èpic de Tony Richardson sobre la Guerra de Crimea, The Charge of the Light Brigade (1968), que Williams descrit com "la millor feina que he fet mai". El crític de cinema Vincent Canby va descriure el treball de Williams com "uns dibuixos animats meravellosos, fets a l'estil dels dibuixos animats patriòtics de mitjans del segle XIX".
A mitjans de la dècada de 1960, Williams va començar a treballar en el projecte personal que pretenia ser "el millor llargmetratge d'animació de sempre", basat en els contes de Mulla Nasrudin, i inicialment titulat Nasrudin. El projecte va evolucionar amb el pas del temps i el 1973 es va establir per una nova història i títol, The Thief and the Cobbler.
A finals dels anys 60 i principis dels 70, Williams va contractar i va portar a Londres alguns dels grans animadors de Hollywood dels anys 30, homes grans que ja estaven a punt de jubilar-se, comArt Babbitt (Goofy), Grim Natwick (Betty Boop) i Ken Harris (Wile E. Coyote). Babbitt, en particular, va impartir classes magistrals a l'estudi de Williams al 13 Soho Square, formant una nova generació d'animadors.
Després de l'estrena el 1967 de El llibre de la selva de Disney, Williams va conèixer per primera vegada el mestre d'animació Milt Kahl, de qui es faria amic. Kahl havia animat Shere Khan, el tigre, i Williams es va agenollar per polir-se les sabates. Però Kahl li va dir: “Pots deixar de netejar-me les sabates perquè dibuixes millor que jo; però després pots netejar-les una mica més perquè no pots animar."
Els anuncis de televisió van proporcionar a Richard Williams Animation la seva principal font d'ingressos. Tot i que Williams menyspreava la forma, el director Clive Donner el va persuadir per augmentar el seu joc. Després d'un reeixit comercial per a la cervesa Guinness, ambientat al Royal Albert Hall de Londres, que va guanyar diversos premis, l'estudi de William es va fer conegut pels anuncis publicitaris, amb personatges com Cresta Bear.

### 1970s:A Christmas CaroliThe Pink Panther
El 1971, Williams va dirigir el guanyador dels Premis Oscar Conte de Nadal, una adaptació animada de la novel·la de Charles Dickens de 1843. El disseny de la pel·lícula es va basar en els gravats originals de 1843. A Christmas Carol es va emetre a cadena de televisió ABC el 21 de desembre de 1971, i es va estrenar a les sales poc després. El 1972, va guanyar l'Oscar al millor curtmetratge d'animació.
Al voltant de 1973, Williams es va barallar amb els seus socis comercials pel llargmetratge Nasruddin i va començar a reimaginar la història, que aviat es va transformar en una nova història sobre un lladre mut que està obsessionat amb robar tres boles d'or que protegeixen una ciutat antiga de la invasió. Williams va animar moltes de les escenes ell mateix i va passar anys perfeccionant una única escena en què el malvat visir ZigZag barreja una baralla de cartes.
El 1975, Williams va animar els crèdits del títol de Blake Edwards El retorn de la pantera rosa, i el 1976 el seu estudi va completar els crèdits d'animació de The Pink Panther Strikes Again. Art Babbitt, que treballava per a Williams a la temps, va descriure el talent del seu empresari: "És un director, dissenyador, animador i té un bon coneixement de música per a profans. És un somiador. Té més per aprendre pel que fa a l'animació, però Déu, pot dibuixar com un malparit".
El 1976, Williams va fer les il·lustracions per a la traducció anglesa d'Idries Shah de les històries de Nasrudin, titulada The Exploits of the Incomparable Mullah Nasruddin.
El 1977, Williams va dirigir el llargmetratge d'animació Raggedy Ann & Andy: A Musical Adventure (1977), en què la seva filla Claire va interpretar el paper de Marcella.

### Dècada del 1980:Qui ha enredat en Roger Rabbit?

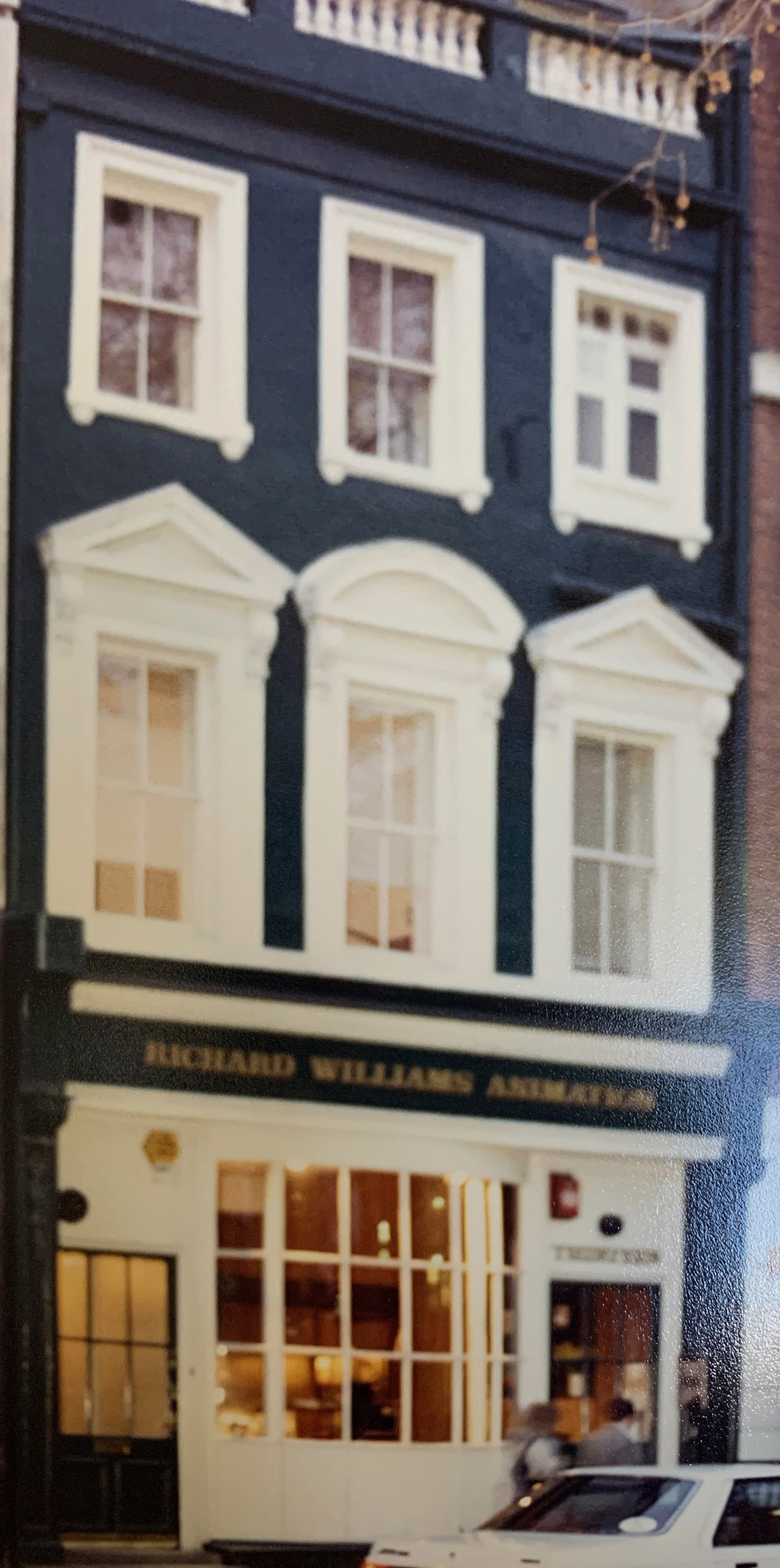
Richard Williams Animation in 1985

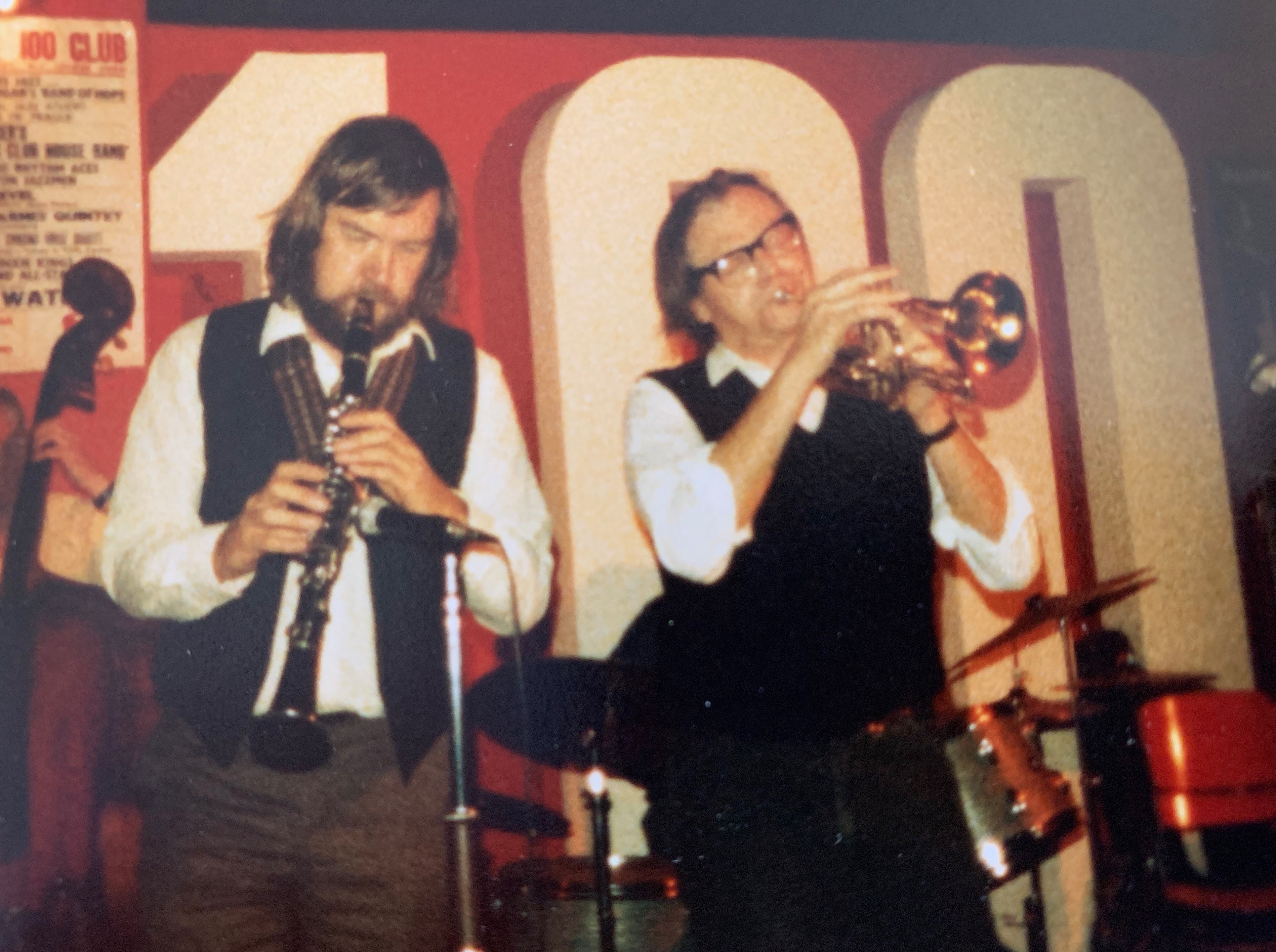
Richard Williams al 100 Club amb la seva banda DixSix el 1985

El 1982, Williams va dirigir Ziggy's Gift, un especial de televisió en què Ziggy accepta una feina com a Pare Noel del carrer. La pel·lícula va guanyar un Premi Emmy, i el mateix any va aparèixer en un documental de Thames Television titulat Richard Williams and The Thief Who Never Gave Up.
El 1987, Williams es va embarcar en el seu projecte més gran fins ara, convertint-se en director d'animació de la pel·lícula de Disney/Spielberg Qui ha enredat en Roger Rabbit? (1988). Williams inicialment es va mostrar reticent a treballar en la pel·lícula: quan va presentar la idea, Williams va dir al productor executiu Steven Spielberg i al director Robert Zemeckis "Odio l'animació i l'acció en directe junts; simplement és lleig". Com que no es volia traslladar a Los Angeles, la producció es va traslladar a Londres.
Disney i Spielberg van prometre a Williams que, a canvi de fer la pel·lícula, ajudarien a finançar i distribuir l'encara inacabada The Thief and the Cobbler. Williams va dissenyar els personatges de la pel·lícula, inclosa Jessica Rabbit. Va dir de Jessica que era "la fantasia masculina definitiva, dibuixada per un dibuixant. Vaig intentar fer-la com Rita Hayworth; li vam agafar els cabells de Veronica Lake, i Zemeckis va continuar dient:" Quin aspecte tenia Lauren Bacall?'" Beneït amb una energia tremenda, Williams amb prou feines va dormir i va treballar durant nits per acabar l'animació a temps.
El 1988, es va estrenar un altre documental sobre Williams, titulat I Drew Roger Rabbit. El 1989, després de l'èxit de Qui ha enredat en Roger Rabbit?, Williams va guanyar dos Premis Oscar més pel seu treball, un premi conjunt al Millor Efectes especials, compartits amb Ken Ralston, Ed Jones i George Gibbs i un premi especial. Williams va dir "Jo sóc (en) el mateix negoci que Goya i Rembrandt. Potser estic podrit amb res de la mateixa qualitat o talent, però això és el meu negoci".
A part de l'animació, la gran passió de Williams era el jazz Dixieland. Va dirigir un conjunt a Londres anomenat Dix Six que feia concerts habituals en llocs com el PizzaExpress Jazz Club, el 100 Club i el Britannia Hotel a Grosvenor Square.

### Dècada del 1990:The Thief and the Cobbler
L’obra mestra de Richard Williams, una epopeia animada a mà minuciosament inspirada en les Les mil i una nits i amb el títol de producció The Thief and the Cobbler, es va iniciar el 1964 i inicialment es va autofinançar. Com a funció majoritàriament no verbal destinada a un públic adult, The Thief va ser descartada al principi com a invendible. Després de més de vint anys de treball, Williams havia completat només vint minuts de la pel·lícula, i després de l'èxit de crítica de Qui ha enredat en Roger Rabbit?, Williams va buscar i aconseguir un acord de producció amb Warner Bros. el 1988. No obstant això, la producció va superar el termini, i el 1992, amb només 15 minuts de metratge per completar, The Completion Bond Company, que havia assegurat el finançament de la pel·lícula per part de Warner, temia la competència de la pel·lícula de Disney de temàtica similar Aladdin, que estava programada per estrenar-se el mateix dia, i es va apoderar del projecte de Williams a Camden.
A continuació, Completion Bond va fer que l'animador Fred Calvert supervisés el procés d'animació a Corea. També es van animar noves escenes per incloure diversos interludis musicals. La versió de Calvert va ser llançada a Sud-àfrica i Austràlia el 1993 com The Princess and the Cobbler. Miramax (que era propietat de Disney en aquell moment) va adquirir els drets del projecte i va reescriure i reeditar àmpliament la pel·lícula per incloure diàlegs continus, així com molts talls de llargues seqüències. El producte de Miramax va ser llançat a Amèrica del Nord l'any 1995 sota el títol Arabian Knight. Durant molt de temps, Williams va preferir no parlar de la pel·lícula en detall.
Després de l'enfonsament de The Thief, Williams va tancar la seva empresa i va marxar del Regne Unit cap al seu Canadà natal, traslladant-se amb la seva dona Imogen i els seus dos fills a una casa a Fulford Harbour a Salt Spring Island, Columbia Britànica, on la família va viure durant cinc anys. Per guanyar-se la vida, Williams va començar a organitzar classes magistrals d'animació, en les quals combinava la seva habilitat com a animador amb el seu talent a l'escenari, realitzant al voltant de 30 esdeveniments arreu del món.
El 1992, Williams va rebre un doctor honoris causa pel Royal College of Art. El 1997, Williams es va traslladar al Regne Unit, vivint primer a Pembrokeshire i després a Bristol, on es va traslladar romandrà fins al final de la seva vida.

### Dècades del 2000–2010:The Animator's Survival KitiPrologue

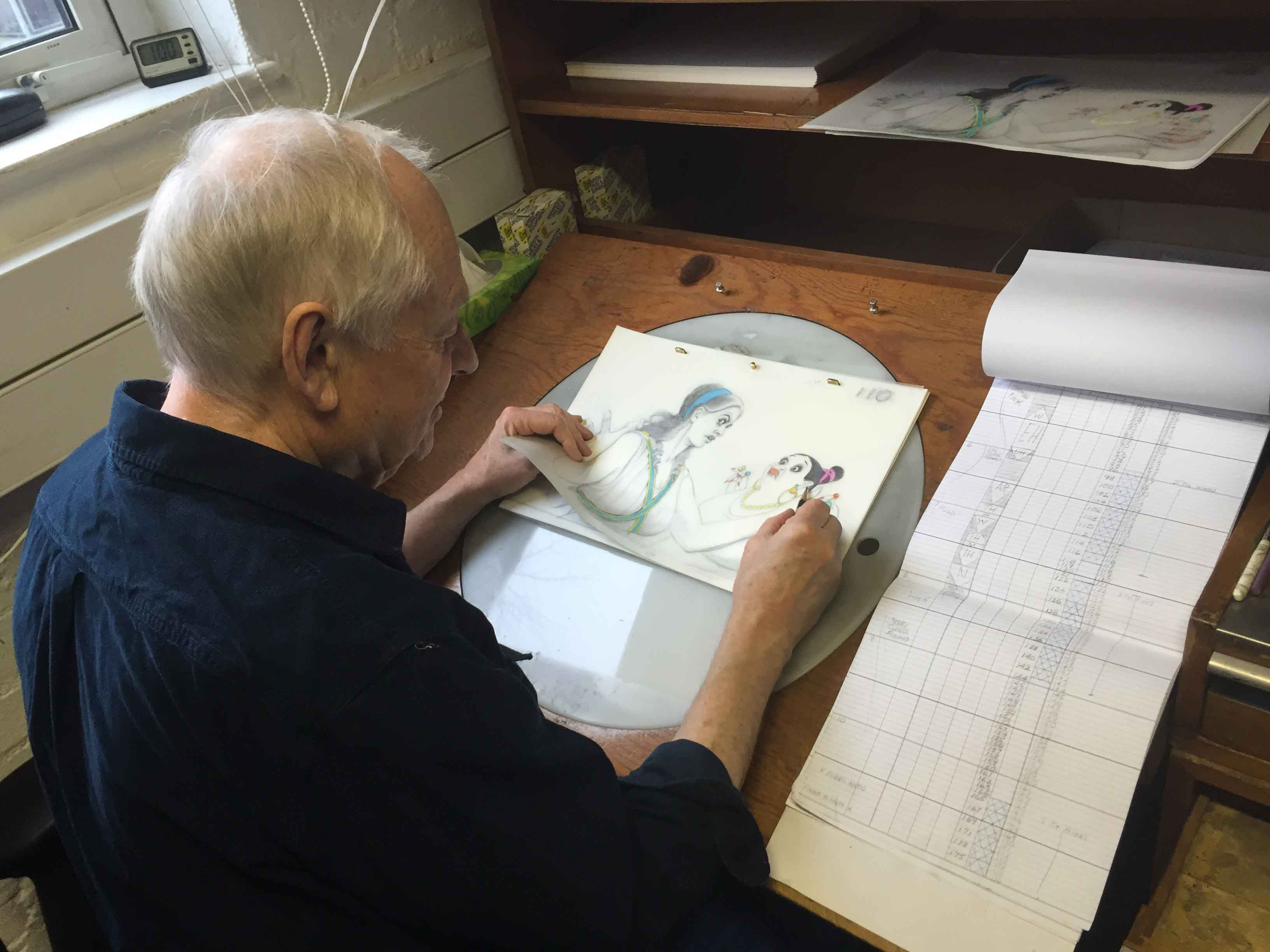
Richard Williams a Aardman Animation el 2015, treballant a Prologue.

Les notes per a la classe magistral de Williams van formar la base d'un llibre sobre l'art de l'animació i, el 2002, Faber & Faber va publicar l'aclamat llibre d'instruccions d'animació de Williams, The Animator's Survival Kit, amb una "edició ampliada" a continuació el 2009. El llibre es va convertir aviat en una referència clau per als animadors, tant en versió impresa com posteriorment la caixa de DVD i aplicació per a iPad. L'historiador Kevin Brownlow va descriure l'ASK com "totalment fascinant, fins i tot per a un profà".
A partir de 2008, Williams va començar a treballar com a artista resident a Aardman Animations a Bristol, on va treballar en un dels seus taulells d'animació originals de Disney de 1938. El cofundador d'Aardman Peter Lord va descriure Williams com a exemplificació de "la creativitat pura; ens va semblar que treballava sense compromís i pel pur amor a la seva forma d'art escollida. No hi ha terminis, excepte els que ell mateix es va posar, ningú a qui complaure o respondre, excepte. ell mateix. [Era] el nostre convidat especial, la nostra celebritat resident.". Fins i tot als 80 anys, Williams va continuar treballant cada dia i fent tot un dia de feina. Li agradava entrar al seu despatx a Aardman per l'escala de bombers "només per evitar la gent".
El 2010, Williams va completar el seu curtmetratge de 9 minuts titulat Circus Drawings, que va començar a Eivissa a principis dels anys cinquanta. La pel·lícula muda, amb acompanyament en directe, es va estrenar al Festival de Cinema Mut de Pordenone a Itàlia el setembre de 2010.
El 10 de desembre de 2013, es va projectar a Los Angeles el tall del director de The Thief and the Cobbler, una còpia de treball de la pel·lícula, subtitulada "A Moment in Time". Williams va participar en l'esdeveniment. Tanmateix mai no es completaria una versió final i acabada de la pel·lícula, tal com Williams havia imaginat durant molt de temps.
El 2015, el seu curtmetratge Prologue va rebre tant una nominació a l'Oscar com una nominació als BAFTA en la categoria del millor curt d'animació. Prologue van ser els primers sis minuts del seu llargmetratge dibuixat a mà Lísístrata, basat en l'antiga comèdia grega d'Aristòfanes, que Williams va dir en broma que hauria de ser subtitulada "Viuré per acabar-ho?". Williams va descriure Prologue com "l'única cosa amb la qual he estat realment satisfet fins ara en la meva carrera." El 2013, Williams va dir a The Guardian: "Tot el que necessito és una mica de temps i cinc o sis ajudants que puguin dibuixar com condemnats". La pel·lícula tenia la intenció de ser "ombrívola però divertida, salaç i sexy". Però, com va dir Williams: "el que importa és fer-ho. Fes-ho per amor. Això és tot el que hi ha".

## Vida personal
Williams es va casar quatre vegades. El seu matrimoni amb Stephanie "Tep" Ashforth a principis de la dècada de 1950 va ser de curta durada; es va mostrar reticent a traslladar-se a Londres amb ell, i va optar per romandre a Eivissa. A Londres va conèixer la seva segona dona, Lois Catherine Steuart, filla dels EUA. diplomàtic George Hume Steuart; es van casar el 1966 i van tenir dos fills, Alexander Williams, nascut el 1967, i Claire Williams, nascuda el 1969. Es van divorciar el 1976.
El 1976 es va casar per tercera vegada, amb Margaret French, de Missouri, amb qui va tenir dos fills més: Timothy Williams, nascut el 1976, i Holly Williams, nascuda el 1978.
Cap al final de la seva vida, va viure a Bristol amb la seva quarta dona, Imogen Sutton, amb qui va tenir dos fills més, Natasha Sutton-Williams i Leif Sutton-Williams.

## Mort
Williams va morir de càncer el 16 d'agost de 2019 a la seva casa de Bristol, Anglaterra, i va estar creant fins al final.

## Filmografia
Curts animats i pel·lícules
- The Little Island (1958) (director, guionista, productor, animador)[42]
- Love Me, Love Me, Love Me (1962) (director, productor, animador)[43]
- A Lecture on Man (1962) (director, guionista, productor, animador)
- The Apple (1963) (dissenyador, artista storyboard)
- Diary of a Madman (1963) (inacabat; narració de Kenneth Williams per la BBC Radio 4, 1991)
- The Dermis Probe (1965) (director, editor, script Idries Shah)
- Sailor and the Devil (1965) (productor)
- The Ever-Changing Motor Car (1965) (guionista)
- I.Vor Pittfalks, the Universal Confidence Man (no completat)
- A Christmas Carol (Telefilm) (1971) (director, productor) (guanyador de l’Oscar)[44]
- Raggedy Ann & Andy: A Musical Adventure (1977) (director, supervisor de producció, animador)
- Ziggy's Gift (TV movie) (1982) (director, productor, veu de Crooked Santa)
- Qui ha enredat en Roger Rabbit? (1988) (animation director, veu de Droopy)
- Tummy Trouble (1989) (veu de Droopy)
- The Thief and the Cobbler (1993) (director, guionista, productor, animador principal, veu de Laughing Brigand)
- Circus Drawings (2010) (director, animador)
- Prologue (2015) (director, animador) (nominació a l’Oscar)[45]

Títols en pel·lícules no d’animació
- Com va això, gateta? (1965) (títols)
- The Liquidator (1965) (títols)
- Golfus de Roma (1966) (dissenyador del títol)
- The Spy with a Cold Nose (1966) (dissenyador del títol)
- Casino Royale (1967) (títols, efectes de muntatge)
- Sebastian (1968) (títols)
- Here We Go Round the Mulberry Bush (1968) (dissenyador del títol)
- 30 Is a Dangerous Age, Cynthia (1968) (efectes gràfics dels títols)
- The Charge of the Light Brigade (1968) (animació del títol)
- Prudence and the Pill (1968) (títols)
- Can Heironymus Merkin Ever Forget Mercy Humppe and Find True Happiness? (1969) (director d’animació; seqüoència del títol)
- Every Home Should Have One (1970) (títols i seqüències animades)
- The Return of the Pink Panther (1975) (animació del títol)
- The Pink Panther Strikes Again (1976) (animació del títol)